# Pala di sant'Apollonia
La Pala di sant'Apollonia è un dipinto a olio su tela sagomata (357×212 cm) di Pietro Scalvini, datato 1761 e conservato nella chiesa di San Giuseppe di Brescia, al quinto altare destro.

## Storia
La concessione per la dedica di un altare della chiesa di San Giuseppe a sant'Apollonia viene conferita dal padre Guardiano Fortunato ai "ragazzi devoti" che ne avevano fatto richiesta il 12 aprile 1760.
Il dipinto, commissionato appositamente, viene firmato e datato l'anno successivo. Scampato alle requisizioni d'arte della Repubblica Bresciana, è ancora conservato nell'originaria collocazione.

## Descrizione
L'opera è impostata su uno schema diagonale: al centro della pala si trova sant'Apollonia reggente una tenaglia, secondo la sua tradizionale iconografia. In alto a destra si vede la Madonna con in braccio il Bambino Gesù seduta su un alto trono, alla cui sinistra è raffigurato in atteggiamento adorante sant'Apollonio. In basso a sinistra vi sono invece santa Caterina d'Alessandria e, dietro di lei, santa Lucia.
A destra, due angioletti recano un giglio, una corona di fiori e la palma del martirio.

## Stile
La pala documenta molto bene la singolare capacità dello Scalvini di assimilare e fondere assieme le migliori lezioni del panorama artistico veneto a lui contemporaneo, al punto che è quasi inutile tentare un inventario dei prestiti da Giovanni Battista Pittoni, Sebastiano Ricci, Giambattista Tiepolo e Pompeo Batoni.
Scrivono Gaetano Panazza e Camillo Boselli nel 1964: "Pur non inventando un linguaggio nuovo, pur non mancando anche qui quelle mende morfologiche, quasi lessicali, di cui già i contemporanei lo accusavano incolpandone il maestro suo Francesco del Cairo, questa tela con quella scalata leggermente ondeggiante tra sante, coi suoi colori, ora sericamente cangianti ora corposi come folto velluto dei rosa viola, dei rossi, dei verdi marci ravvivati qua e là dal crepitare di qualche saturnio, appare briosa e spigliata come le migliori sue opere ad affresco".